# Гонсало, Джули
Джули Гонсало (англ. Julie Gonzalo, собственно Хульета Сусана Гонсало исп. Julieta Susana Gonzalo; род. 9 сентября 1981) — американская актриса, наиболее известная по роли Памелы Ребекки Барнс Юинг в телесериале «Даллас».

## Жизнь и карьера
Джули Гонсало родилась Буэнос-Айресе, Аргентина, но выросла в Майами, штат Флорида, где будучи подростком начала карьеру в качестве модели. После она решила освоить актёрскую профессию и после обучения начала свою карьеру на телевидении и в кино. Её дебют на большом экране состоялся с небольшой роли в романтической комедии 2002 года «Любовь по случаю» напротив Моники Поттер, после чего она получила более заметную роль в коммерчески успешном фильме «Чумовая пятница» с Линдси Лохан и Джейми Ли Кёртис.
Гонсало появилась в нескольких крупных кинофильмах в середине двухтысячных, среди которых были «Вышибалы» (2004), «История Золушки» (2004), «Рождество с Крэнками» (2004)и «Любовь к собакам обязательна» (2005). На телевидении она снялась в роли Паркер Ли в третьем и финальном сезоне сериала The CW «Вероника Марс» в сезоне 2006—2007 года, а после в комедийной драме ABC «Элай Стоун» (2008—2009). Она выиграла премию ALMA за свою работу в «Элай Стоун», а после его закрытия получила главную роль в научно-фантастическом сериале «День первый» для NBC, однако проект так никогда и не увидел свет и был закрыт до премьеры. В дополнение к этому она была гостем в таких сериалах как «Морская полиция: Спецотдел», «Касл», «Никита», «Болота» и «C.S.I.: Место преступления Майами».
С 2012 по 2014 год, Гонсало исполняла роль Памелы Ребекки Барнс Юинг в телесериале TNT «Даллас», продолжении одноимённого телесериала, выходившего с 1978 по 1991 год. Её героиня является ключевым женским персонажем и дочерью давнего врага Юингов Клиффа Барнса (Кен Керчевал) и Эфтон Купер (Одри Ландерс). Сериал был закрыт после трёх сезонов из-за спада рейтингов.

## Фильмография
| Год       |     | Русское название                  | Оригинальное название                 | Роль                        |
| --------- | --- | --------------------------------- | ------------------------------------- | --------------------------- |
| 2001      | кор | —                                 | The Penny Game                        | Черри Мосс                  |
| 2002      | ф   | Любовь по случаю                  | I’m with Lucy                         | Ив                          |
| 2002—2003 | с   | —                                 | Greetings from Tucson                 | Ким Модика                  |
| 2003      | кор | —                                 | Special                               | Вики                        |
| 2003      | ф   | Чумовая пятница                   | Freaky Friday                         | Стейси Хинкхаус             |
| 2003      | с   | Морская полиция: Спецотдел        | NCIS                                  | Сара Шефер                  |
| 2003      | тф  | Выход 9                           | Exit 9                                | Брук                        |
| 2004      | с   | Дрейк и Джош                      | Drake & Josh                          | Тиффани Марголис            |
| 2004      | ф   | Вышибалы                          | DodgeBall: A True Underdog Story      | Эмбер                       |
| 2004      | ф   | История Золушки                   | A Cinderella Story                    | Шелби Каммингс              |
| 2004      | ф   | Рождество с неудачниками          | Christmas with the Kranks             | Блэр Крэнк                  |
| 2005      | ф   | Любовь к собакам обязательна      | Must Love Dogs                        | Джун                        |
| 2006—2019 | с   | Вероника Марс                     | Veronica Mars                         | Паркер Ли                   |
| 2007      | кор | —                                 | Silent Night                          | Люси                        |
| 2007      | ф   | В ловушке красоты                 | Cherry Crush                          | Дезире Томас                |
| 2007      | ф   | Как вор у вора дубинку украл      | Ladrón que roba a ladrón              | Глория                      |
| 2007      | кор | —                                 | Saving Angelo                         | администратор               |
| 2007      | тф  | —                                 | The News                              | Гретчен Холт                |
| 2008—2009 | с   | Элай Стоун                        | Eli Stone                             | Мэгги Деккер                |
| 2010      | с   | Касл                              | Castle                                | Мэдисон Квеллер             |
| 2010      | с   | Никита                            | Nikita                                | Джилл Морелли               |
| 2010      | с   | Болота                            | The Glades                            | Ким Николс                  |
| 2010      | тф  | Один день                         | Day One                               | Келли                       |
| 2011      | с   | C.S.I.: Место преступления Майами | CSI: Miami                            | Эбби Лексингтон             |
| 2011      | ф   | Университетский вампир            | Vamp U                                | Крис Келлер / Мэри Липински |
| 2011      | тф  | Три рождественские сказки         | 3 Holiday Tails                       | Лиза Хейнс                  |
| 2012—2014 | с   | Даллас                            | Dallas                                | Памела Ребекка Барнс        |
| 2013      | с   | —                                 | Mobsters                              | Николь «Ники» Депальма      |
| 2015      | тф  | —                                 | Ur in Analysis                        | Анджела                     |
| 2015      | ф   | Вафельная улица                   | Waffle Street                         | Беки Адамс                  |
| 2015      | кор | —                                 | I Did Not Forget You                  | Клэр                        |
| 2016      | кор | —                                 | Another Time                          | Одри Лэнг                   |
| 2016      | тф  | Война тыквенных пирогов           | Pumpkin Pie Wars                      | Кейси Макарти               |
| 2017      | ф   | Список                            | The List                              | Лара                        |
| 2017      | тф  | Влюбиться в Вермонт               | Falling for Vermont                   | Анджела Янг / Элизабет      |
| 2018      | с   | Люцифер                           | Lucifer                               | Джессика Джонсон            |
| 2018      | кор | —                                 | Punching Bag                          | Лайла                       |
| 2018      | тф  | Сладкая любовь                    | The Sweetest Heart                    | Мэдди                       |
| 2018      | с   | Анатомия страсти                  | Grey’s Anatomy                        | Тереза Бенсон               |
| 2018      | ф   | Как надрессировать своего мужа    | How to Pick Your Second Husband First | Джуллиан Джеймс             |
| 2019      | тф  | —                                 | Flip That Romance                     | Джулс Бриггс                |
| 2019—2020 | с   | Супергёрл                         | Supergirl                             | Андреа Рохас / Акрата       |